# سن-سباستین (استری)
سن-سباستین، استری (به فرانسوی: Saint-Sébastien) شهری در منطقه شهری لو گرانیت ناحیه استری در استان کبک کانادا است. در سرشماری سال ۲۰۱۱ این شهر ۷۸۴ نفر جمعیت داشته‌است و مساحت آن ۹۱٫۱۹ کیلومتر مربع است.